# ザ・シングル・ヒッツ・コレクション:ライヴ前編
『ザ・シングル・ヒッツ・コレクション:ライヴ前編』（The Way We Walk, Volume One: The Shorts）は、イングランドのロック・バンド、ジェネシスによる4枚目のライブ・アルバムで、1992年11月にイギリスのヴァージン・レコードとアメリカのアトランティック・レコードから発売された。
このアルバムは、1986年から1987年にかけて行われた「インヴィジブル・タッチ・ツアー」と、1992年に行われた「ウィ・キャント・ダンス・ツアー」の記録を、グループのヒット・シングルを中心に収録したもの。シンガーでドラマーのフィル・コリンズ、キーボードのトニー・バンクス、ギターとベースのマイク・ラザフォードというジェネシスの中心メンバーに加え、長年ツアーに参加してきたドラマーのチェスター・トンプソン、ギターとベースのダリル・ステューマーの演奏が聴ける。
このアルバムはイギリスで3位、アメリカで35位を記録し、50万枚の出荷でアメリカレコード協会（RIAA）からゴールド認定を受けた。1993年1月、ジェネシスは続くアルバム『もうひとつのジェネシス:ライヴ後編 (The Way We Walk, Volume Two: The Longs)』をリリースした。こちらのアルバムは、バンドが行った「ウィ・キャント・ダンス・ツアー」で演奏された長尺の曲を中心に収録している。

## 収録曲
※全曲作曲 : トニー・バンクス、フィル・コリンズ、マイク・ラザフォード
1. 「混迷の地」 - "Land of Confusion" 1992年7月11日、ドイツ・ハノーヴァー - 5:16
2. 「ノー・サン・オブ・マイン」 - "No Son of Mine" 1992年7月13日、ドイツ・ハノーヴァー - 7:06
3. 「ジーザス・ヒー・ノウズ・ミー」 - "Jesus He Knows Me" 1992年7月11日 - 5:24
4. 「スロウイング・イット・オール・アウェイ」 - "Throwing It All Away" 1992年8月2日、イングランド・ネブワース - 6:02
5. 「アイ・キャント・ダンス」 - "I Can't Dance" 1992年7月13日 - 6:54
6. 「ママ」 - "Mama" 1987年7月4日、イングランド・ロンドン・ウェンブリー - 6:50
7. 「ホールド・オン・マイ・ハート」 - "Hold on My Heart" 1992年7月10日、ドイツ・ハノーヴァー - 5:41
8. 「ザッツ・オール」 - "That's All" 1987年7月4日 - 4:59
9. 「イン・トゥー・ディープ」 - "In Too Deep" 1986年10月、アメリカ・ロサンゼルス - 5:36
10. 「トゥナイト、トゥナイト、トゥナイト」 - "Tonight, Tonight, Tonight" 1992年7月13日 - 3:36
11. 「インヴィジブル・タッチ」 - "Invisible Touch" 1992年7月13日 - 5:41

## 参加ミュージシャン
- フィル・コリンズ - ボーカル、ドラム、パーカッション
- トニー・バンクス - キーボード、バッキング・ボーカル
- マイク・ラザフォード - ギター、ベース、バッキング・ボーカル

アディショナル・ミュージシャン
- ダリル・ステューマー - ギター、ベース、バッキング・ボーカル
- チェスター・トンプソン - ドラム、パーカッション